# Frenesi
Frenesi (do latim medieval phrenesia) é uma emoção humana que pode ser descrita como uma raiva intensa e descontrolada que é um estágio elevado de resposta hostil a um dano flagrante percebido ou injustiça. Segundo Sarah Chaney, especialista do Centro para a História das Emoções, da Queen Mary University de Londres, no Reino Unido, o frenesi "é como a ira, mas é mais específica que a ira - da forma que a compreendemos hoje. Alguém que sentia frenesi ficava muito agitado. Tinha ataques violentos de fúria, fazendo alvoroço e muito barulho".